# 川添信介
川添 信介（かわぞえ しんすけ、1955年 - ）は、日本の哲学者。京都大学名誉教授。福知山公立大学学長。専門は西洋中世哲学史。
元京都大学大学院文学研究科教授、京都大学理事・副学長。

## 経歴
佐賀県生まれ。佐賀県立唐津東高等学校、1978年京都大学文学部を経て、京都大学大学院文学研究科博士課程修了。大阪市立大学助教授を経て1996年より京大助教授、教授（西洋哲学史）。2003年「西欧13世紀中葉における哲学の諸概念」で京都大学博士（文学）。京大理事を務め、学生自治寮である吉田寮について、寮自治会と大学との間で積み重ねられてきた団体交渉の結果や確約を一方的に破棄・否定し、寮生の退舎を求める動きを牽引したと言われる。
2022年度より福知山公立大学学長。

## 著書
- 『水とワイン：西欧13世紀における哲学の諸概念』京都大学学術出版会、2005年。ISBN 4876986460

## 共編
- 『こころの謎kokoroの未来』高橋康夫・吉澤健吉共編、京都大学学術出版会、2009年。ISBN 4876988005

## 翻訳
- ジュヌヴィエーヴ・ロディス＝レヴィス『デカルトの著作と体系』小林道夫共訳、紀伊国屋書店、1990年。ISBN 4314005459
- アンソニー・ケニー『トマス・アクィナスの心の哲学』勁草書房、1997年。ISBN 4326153253